# 히라타키역
히라타키역(일본어: 平滝駅)은 일본 나가노현 시모미노치군 사카에촌에 위치한 동일본 여객철도 이야마 선의 철도역이다. 단선 승강장 1면 1선의 구조를 갖춘 지상역이다.

## 이용 현황
| 승차 인원 추이 | 승차 인원 추이 |
| 연도           | 1일 평균       |
| -------------- | -------------- |
| 2000           | 24             |
| 2001           | 20             |
| 2002           | 23             |
| 2003           | 21             |
| 2004           | 23             |
| 2005           | 22             |
| 2006           | 23             |
| 2007           | 16             |
| 2008           | 16             |
| 2009           | 13             |
| 2010           | 13             |
| 2011           | 12             |
| 2012           | 13             |
| 2013           | 11             |
| 2014           | 10             |
| 2015           | 8              |

## 역 주변
- 국도 제117호선
- 지쿠마강

## 역사
- 1931년 10월 16일 : 이야마 철도의 정류장으로서 개업.
- 1934년 9월 26일 : 정류장에서부터 역으로 승격.
- 1944년 6월 1일 : 매수에 의해 국철 이야마 선의 역이 됨.
- 1972년 8월 : 간이 위탁화.
- 1987년 4월 1일 : 일본국유철도 분할 민영화에 의해, 동일본 여객철도가 승계.
- 2010년 11월 : 역사 개축.

## 인접 역
| 동일본 여객철도 이야마 선           | 동일본 여객철도 이야마 선 | 동일본 여객철도 이야마 선    |
| ----------------------------------- | ------------------------- | ---------------------------- |
| 시나노시라토리 나가노 · 도요노 방면 | ■ 이야마 선               | 요코쿠라 에치고카와구치 방면 |